# Gerd Türk
Gerd Türk est un ténor allemand.

## Biographie
Gerd Türk a reçu sa première formation musicale en tant qu'enfant de chœur dans la maîtrise de la cathédrale de Limbourg. Il poursuit ses études à Francfort, puis à la Schola Cantorum de Bâle avec Richard Levitt et René Jacobs. Il suit également des cours de maître avec Ernst Haefliger et Kurt Equiluz.
Dans le domaine de l'interprétation historiquement informée, il travaille avec Frans Brüggen, Philippe Herreweghe et Jordi Savall. Il est membre fondateur de l'ensemble Cantus Cölln et collabore avec l'Ensemble Gilles Binchois sous la direction de Dominique Vellard, spécialisé dans la musique médiévale. Il joue le rôle de l'Évangéliste dans les Passions de Jean-Sébastien Bach, et participe au projet de Ton Koopman d'enregistrer l'intégrale des œuvres vocales de Bach avec l'Amsterdam Baroque Orchestra, ainsi qu'à l'enregistrement complet réalisé par le Bach Collegium Japan sous la direction de Masaaki Suzuki.
Depuis 2000, il enseigne à la Schola Cantorum de Bâle et donne des cours de maître à l'université des beaux-arts de Tokyo.